# Het volk boven
Het volk boven (Tsjechisch: Národní Třída) is een boek van de Tsjechische schrijver, journalist en muzikant Jaroslav Rudiš uit 2013 en werd in 2016 in het Nederlands uitgegeven door Uitgeverij Nobelman. Volgens de schrijver is het boek een combinatie van literatuur en toneel. 
De Tsjechische titel, Národní Třída, verwijst naar een van de hoofdstraten van Praag waar op 17 november 1989 een gewelddadig optreden van de politie tegen demonstranten tot de Fluwelen Revolutie leidde. De hoofdpersoon heeft de bijnaam Vandam, die afkomstig is van de Belgische actieheld Jean-Claude Van Damme. 
Het volk boven is het tweede boek van Jaroslav Rudiš dat vertaald is naar het Nederlands, beide keren door Edgar de Bruin. Het boek is uitgegeven in een hardcover editie en telt 139 pagina's. 

## Geschiedenis
Toen Rudiš in Noord-Praag in een café zat, kwam hij een type als hoofdpersoon Vandam tegen. Na een paar biertjes en een lang gesprek vond Rudiš de man interessant genoeg om hem op papier te zetten. Vanuit die visie is het boek geboren. Diezelfde nacht schreef Rudiš de eerste twee kantjes. 

## Samenvatting
In Het volk boven vertelt hoofdpersoon Vandam in een monoloog aan zijn zoon, hoe hij op 17 november 1989 de eerste klap uitdeelde tegen de oproerpolitie, waarmee de Fluwelen Revolutie begon. In de monoloog geeft Vandam zijn visie op de maatschappij in Tsjechië weer. Vandam ziet zichzelf als de laatste Romein, en brengt regelmatig de Hitlergroet in het voetbalstadion. Volgens Vandam is het niet gek om de Romeinse manier van begroeten in Europa te gebruiken. Het boek wordt omschreven als brutaal en stoer, dan weer teder en romantisch. Hier spreekt de onderbuik van de samenleving, de ‘gewone man’.